# Benjamin Adegbuyi
Benjamin Adekunle Miron Adegbuyi (24 de enero de 1985) es un kickboxer y boxeador profesional rumano de peso pesado. 

## Biografía
Adegbuyi nació en Cluj-Napoca de madre rumana y padre nigeriano. Cuando tenía 3 años, se mudó a Lagos, Nigeria con su familia. A los 8 años, regresó a Rumanía con su madre y su hermana recién nacida pasando su infancia en Aiud, una pequeña ciudad de Transilvania.
De niño, compitió en deportes como el karate shotokan, el boxeo y el baloncesto. Actualmente está entrenando en el Superpro Sportcenter en Zevenbergen, Países Bajos. Anteriormente se formó con Alin Panaite en el Respect Gym en Bucarest.

## Carrera

### Debut en K-1
Firmó con K-1 en agosto de 2012.
Adegbuyi se enfrentó a Jafar Ahmadi en una pelea sin torneo en el Gran Premio Mundial K-1 2012 en la Final 16 de Tokio el 14 de octubre. Ganó por TKO al principio de la primera ronda después de que Ahmadi aparentemente se rompió la mano izquierda.

### GLORY World Series
Estaba programado para enfrentar a Jamal Ben Saddik en Glory 14: Zagreb en Zagreb, Croacia el 8 de marzo de 2014. Sin embargo, Ben Saddik se rompió la mano mientras entrenaba y fue reemplazado por Dmytro Bezus. Antes de la pelea, Adegbuyi y Andrei Stoica pasaron un tiempo como compañeros de combate de Alexander Gustafsson en el Centro de Entrenamiento Allstars en Estocolmo, Suecia. [32] Adegbuyi derribó a Bezus tres veces ganando por TKO en la segunda ronda.
Obtuvo una victoria por KO en la segunda ronda sobre Daniel Sam en Glory 16: Denver en Broomfield, Colorado, Estados Unidos el 3 de mayo de 2014.
En septiembre, Adegbuyi fue votado como el subcampeón "Best New Talent" en los premios oficiales de medio año de GLORY.
Adegbuyi venció a Hesdy Gerges en noviembre en Glory 18: Oklahoma en Spike, y se convirtió en el retador obligatorio para una oportunidad por el título de peso pesado.
Se enfrentó a Daniel Lentie el 7 de marzo de 2015 en el SUPERKOMBAT World Grand Prix I 2015. Adegbuyi dominó a su oponente, ganando por decisión unánime.

#### Pelea por el Campeonato Mundial de Glory
Adegbuyi se enfrentó al Campeón de peso pesado de GLORY Rico Verhoeven en Glory 22: Lille el 5 de junio de 2015. En el evento, Adegbuyi fue derrotado por decisión unánime (49-46, 49-46, 50-45). Verhoeven mostró su técnica superior después de una primera ronda difícil y apenas fue molestado por Adegbuyi.
Adegbuyi sorprendió a los aficionados en Francia durante la primera ronda, dominando al campeón con excelentes golpes de poder y un gran jab. No mostró ningún temor por Verhoeven y usó su ventaja para alcanzar la perfección, incluso sacudiendo al holandés con un buen disparo. Verhoeven respondió con grandes patadas en la segunda ronda, lo que obligó a Adegbuyi a moverse más y negar el jab. Adegbuyi falló varios tiros importantes, y su índice de golpes disminuyó considerablemente. Adegbuyi se cansó rápidamente en el tercero, cuando Verhoeven comenzó a encontrar su rango y aceleró.
Peleó contra el artista marcial mixto Alexandr Soldatkin en la final de la Copa Tatneft 2015 el 4 de septiembre de 2015. Adegbuyi derrotó a Soldatkin en la tercera ronda a través de TKO.

#### Ganador del Torneo de peso pesado de Glory 2015
El 9 de octubre de 2015, Benjamin Adegbuyi derrotó a Jahfarr Wilnis por decisión dividida y a Mladen Brestovac por TKO para ganar el trofeo conmemorativo de Ramon Dekkers y obtener una segunda oportunidad contra el campeón de peso pesado de GLORY Rico Verhoeven.

#### Adegbuyi vs. Verhoeven II
Adegbuyi perdió por KO en la primera ronda en la revancha contra Rico Verhoeven por el título de peso pesado en el evento principal de Glory 26: Ámsterdam el 4 de diciembre de 2015.

#### Derrota controvertida contra Guto Inocente
Perdió por una decisión dividida impactante ante Guto Inocente en el evento principal de Glory 43: New York, luego de parecer que dominaba dos de las tres rondas en las que habían peleado. El resultado fue recibido con abucheos de la multitud cuando se anunció y Adegbuyi parecía desconcertado. Habiendo sacudido visiblemente a Inocente en la primera y tercera ronda, había estado seguro de que la decisión iba a ser a su favor. Inesperadamente, los jueces vieron la pelea de manera muy diferente a la mayoría de los espectadores, dejando a Adegbuyi sin palabras ante el anuncio oficial y desatando su furia en Twitter poco después.